# Labidostomis longimana

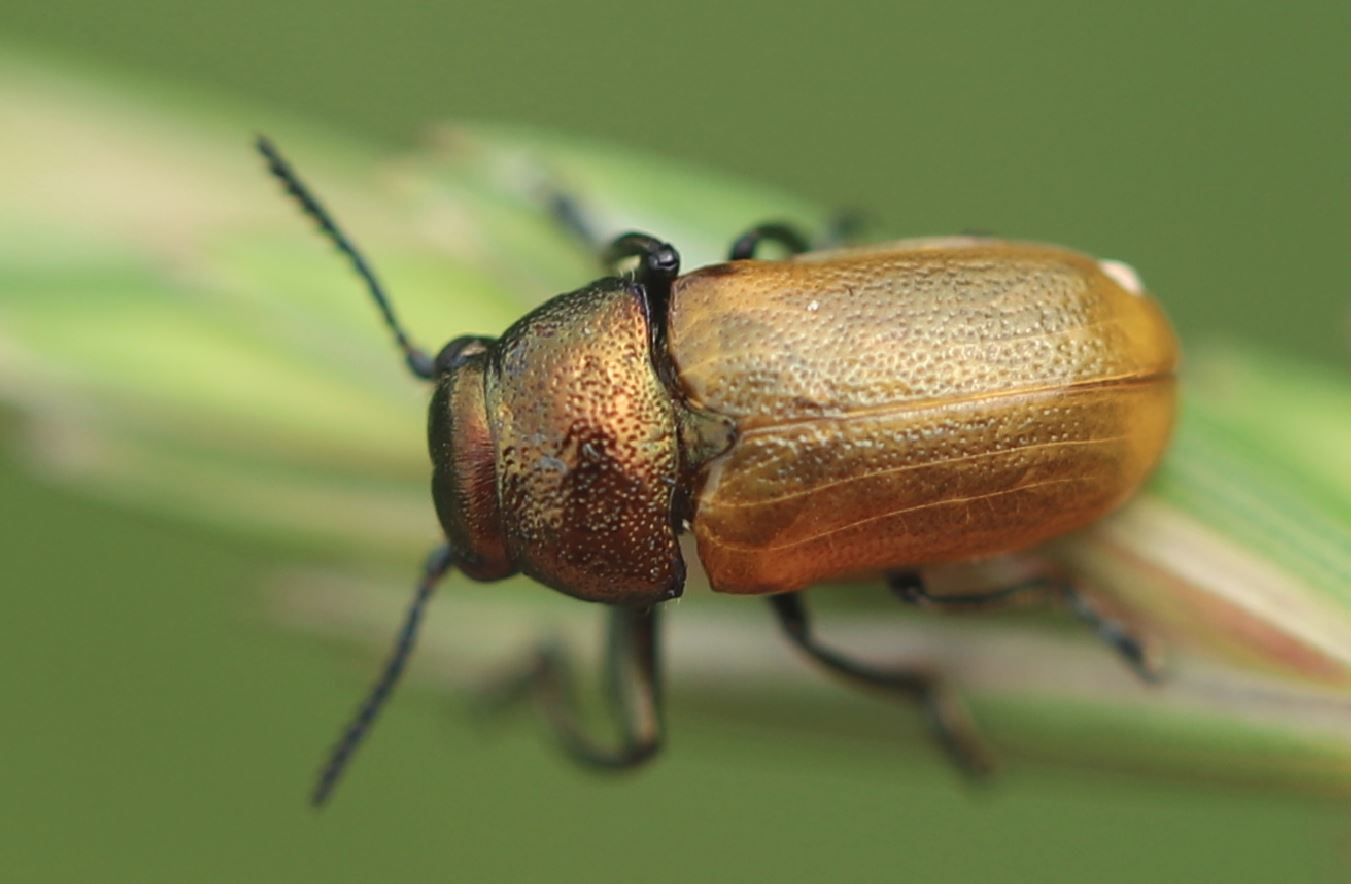
Dorsalansicht

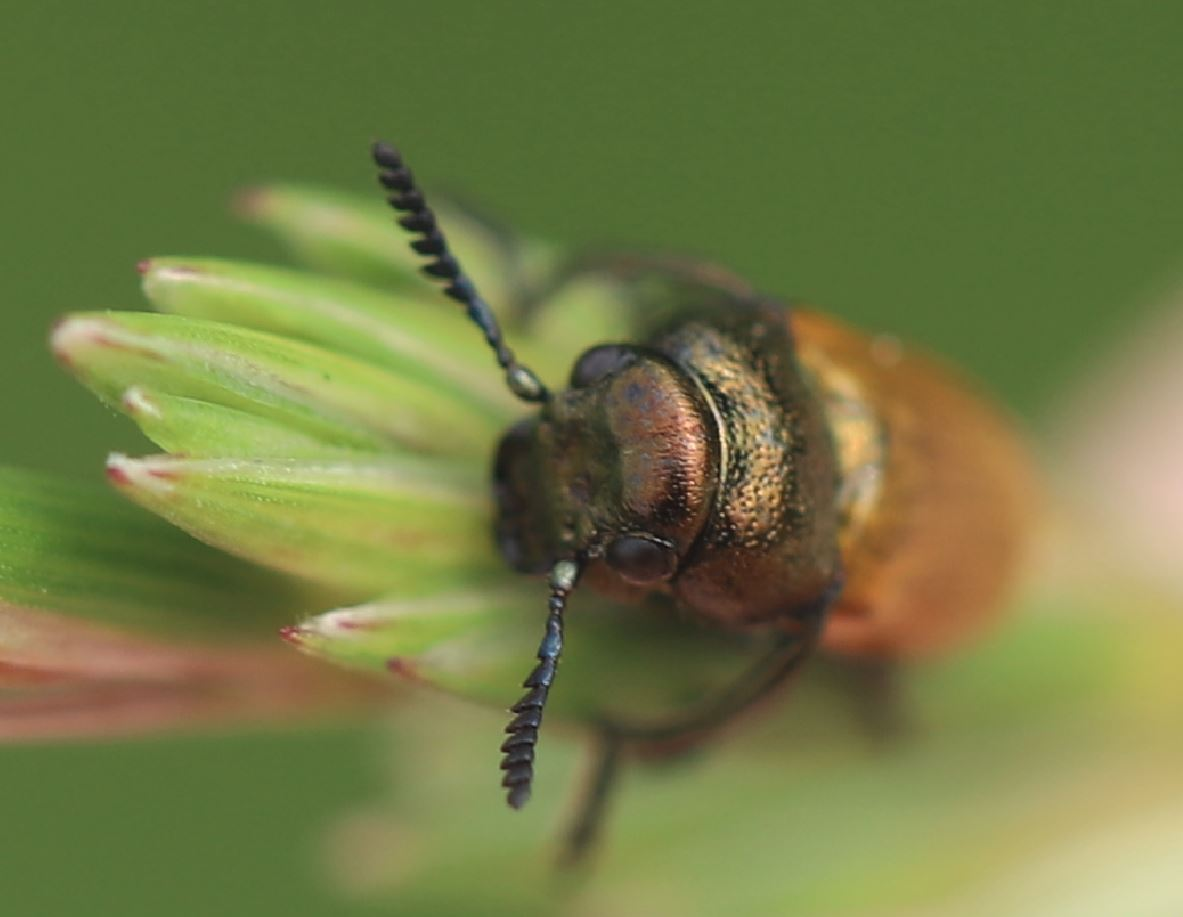
Frontansicht

Labidostomis longimana, auch als Gemeiner Langbeinkäfer bezeichnet, ist ein Käfer aus der Familie Chrysomelidae. Er wird der Tribus Clytrini innerhalb der Unterfamilie der Fallkäfer (Cryptocephalinae) zugeordnet. Das Art-Epitheton longimana kommt aus dem Lateinischen und bedeutet „langarmig“.

## Merkmale
Die Käfer sind 3,5–7 mm lang und damit kleiner als die verwandten Arten L. humeralis und L. tridentata. Kopf, Halsschild und Schildchen (Scutellum) sind grün mit Bronzeglanz. Die Flügeldecken sind einfarbig gelbbraun. Sie weisen einen schlecht begrenzten Schulterfleck auf, der aber auch fehlen kann. Die Fühler sind ab dem 5. Glied gezähnt. Die Beine sind dunkel mit Metallglanz. Die Männchen haben im Gegensatz zu den Weibchen verlängerte Vorderbeine mit gebogenen Tibien.

## Verbreitung
Labidostomis longimana ist in Europa weit verbreitet. Im Norden reicht das Vorkommen bis nach Südnorwegen und Mittelschweden. Die Art fehlt auf den Britischen Inseln. Im Osten reicht das Vorkommen bis nach West-Sibirien und in die Mongolei. In Mitteleuropa nimmt das Vorkommen der Art nach Norden hin merklich ab.

## Lebensweise
Die Käfer beobachtet man von Mai bis Juli. Sie fressen die Pollen verschiedener Blütenpflanzen wie Doldenblütler und Weißdorn. Die Futterpflanzen der Larven bilden verschiedene Schmetterlingsblütler, insbesondere Hornklee (Lotus) und Klee (Trifolium). Ein Lebenszyklus dauert zwei Jahre.